# Nereis gravieri
Nereis gravieri är en ringmaskart som beskrevs av Fauvel 1902. Nereis gravieri ingår i släktet Nereis och familjen Nereididae. Inga underarter finns listade i Catalogue of Life.